# Daugavpils
Daugavpils (phát âm [ˈdaʊɡaʊpils] ⓘ) là một thành phố ở đông nam Latvia. Daugavpils nằm bên bờ sông Daugava, con sông mà thành phố được đặt tên theo. Daugavpils nghĩa đen có nghĩa là "lâu đài Daugava". Với dân số hơn 100.000 người, nó là thành phố lớn thứ hai trong quốc gia này sau thủ đô Riga, cách 230 km về phía tây bắc thành phố. Daugavpils có một vị trí địa lý thuận lợi vì nó biên giới Belarus và Litva (khoảng cách 33 và 25 km tương ứng). Nó nằm khoảng 120 km từ biên giới với Nga Latvia. Daugavpils là một ngã ba đường sắt lớn và các trung tâm công nghiệp.
Thành phố được bao quanh bởi nhiều hồ và công viên thiên nhiên.
Thành phố có Sân bay quốc tế Daugavpils.

## Kết nghĩa
Daugavpils kết nghĩa với:
| - Haderslev, Đan Mạch - Motala, Thụy Điển - Radom, Ba Lan - Ferrara, Italia | - Naro-Fominsk, Nga - Vitebsk, Belarus - Ramla, Israel - Harbin, CHND Trung Hoa | - St Petersburg, Nga - Panevėžys, Litva - Central Administrative Okrug of Moscow, Nga - Kharkiv, Ukraina |